# Nayla Al Khaja
Nayla Al Khaja (àrab: نايلة الخاجة, Nāyla al-Ḫāja) (Dubai, 7 de març de 1978) és una directora de cinema i guionista dels Emirats Àrabs Units. El seu nom destaca en el món del cinema àrab per haver-se convertit en la primera dona emiratiana en aventurar-se en aquesta indústria. En les seves pel·lícules, planteja temes i problemes humanitaris i socials controvertits a la seva societat, però realment destaca per la seva determinació en la feina i per la seva valentia a l'hora d'expressar-se a través dels documentals que crea. Per a ella, les pel·lícules són un mitjà per a transmetre missatges i no tant una professió, i per tant, posa l'objectiu de la càmera al servei de la humanitat més que al de la seva feina.
A Al Khaja li agrada molt la pintura, i va començar a pintar a l'oli sobre tela. Després d'això, va obrir una galeria d'art, que poca gent coneix, ja que intenta mantenir-la amb discreció i firma amb un pseudònim. Quan tenia vint-i-un anys, es va especialitzar en belles arts i es va centrar sobretot en el món del setè art, el cinema.

## Primers anys
El 1999 va obtenir un títol en Comunicació de Masses a la Dubai Women’s College. Més endavant, l'any 2005 es va graduar en direcció i producció de cinema a la Universitat Ryerson del Canadà.
Quan va tornar a Dubai, va dirigir i produir el seu primer documental, Unveiling Dubai (2005), amb el suport del ministre d'Educació Superior dels Emirats Àrabs Units, Sheikh Nahyan bin Mubarak Al Nahyan, que es va estrenar el 2006 al Festival Internacional de Cinema de Dubai (DIFF).
“Al principi, la meva família tenia por perquè aquest àmbit inclou moltes línies prohibides i és nou per a les dones, així que no hi havia cap exemple abans que jo que els ajudés a visualitzar els possibles èxits. I, per descomptat, no ho veien del tot clar, tenint en compte que estava entrant en el món de l'art, la interpretació i l'espectacle, però amb el pas dels anys han vist que el material que presento no té gaires signes d'interrogació.”

Nayla Al Khaja, 2018.

## Trajectòria professional
L'any 2005, Al Khaja va fundar la seva pròpia productora cinematogràfica, D-SEVEN Motion Pictures, un projecte per a fomentar el cinema independent en comú amb algunes empreses com ara Canon i també amb el Ministeri de Cultura, Joventut i Desenvolupament Comunitari. La seva primera pel·lícula, Arabana (2006), va suscitar una forta controvèrsia, perquè tractava un tema delicat: el maltractament infantil. L'argument de la seva segona pel·lícula, Once (2009), gira al voltant d'una jove de 18 anys que té la seva primera cita a Dubai. I el 2010 va produir la seva tercera pel·lícula, Malal, sobre el matrimoni i la convivència.
Al Khaja volia realitzar una pel·lícula basada en uns fets reals que van tenir lloc als Emirats Àrabs Units durant els anys 60, sobre una jove que es va perdre al desert. Segons el pla, el rodatge hauria començat el desembre de 2012, i la pel·lícula hauria estat llesta el març de l'any següent, però no hi ha proves que indiquin si la pel·lícula es va arribar a produir o no.

## Filmografia
- Sweet Sixteen (1996) – Guió i direcció: Nayla Al Khaja; gènere: curtmetratge, comèdia; sinopsi: una jove obsessionada amb una cançó del grup de rock alternatiu anglès The Beautiful South, juntament amb la seva amiga, una ballarina oriental d'Egipte, intenta robar una vaca del seu veí pakistanès per a gravar el seu propi videoclip musical, però les coses no surten com estava previst.
- 3adi.com (1998) – Direcció: Nayla Al Khaja; gènere: documental; temàtica: una mirada en profunditat a l'impacte del comerç electrònic a la ciutat de Dubai.
- The will (2003) – Producció: Nayla Al Khaja; direcció: Sharif Junaid; gènere: documental; sinopsi: un grup d'amics decideixen canviar el seu destí.
- The Loss (2005) – Producció: Nayla Al Khaja; repartiment: Shawn Reynolds, Shannon Paterson, Mackenzie Muldoon; gènere: drama; sinopsi: Charlie Beamish és un venedor de sabates emocionalment inestable que veu com la seva vida s’ensorra després de perdre l'oïda.
- Unveiling Dubai (2005) – Producció i direcció: Nayla Al Khaja; repartiment: Nayla Al Khaja, Nicolas Doldinger; gènere: documental; sinopsi: la vida a Dubai vista a través dels ulls d'un viatger occidental que visita la ciutat per primera vegada, el director de fotografia alemanys Nicolas Doldinger. Com molts altres occidentals que només llegeixen sobre l'Orient Mitjà a la premsa, no esperava trobar res més que camells, pous de petroli, sorra i conflictes, però va veure que anava ben errat. La pel·lícula mostra com es poden fer desaparèixer els prejudicis culturals amb el simple fet de visitar un altre país i estar en contacte amb una cultura diferent.
- Arabana (2006) – Guió i direcció: Nayla Al Khaja; repartiment: Feriyal Entezari; gènere: curtmetratge, drama; sinopsi: Arabana és la història d'una nena abandonada pels seus pares. La pel·lícula mostra com la nena vaga descobrint nous indrets i com confon l'atenció d'un desconegut per amor. Al Khaja posa llum a un tema que molt sovint passa per alt, i mostra les conseqüències de la falta de responsabilitat dels pares cap a les necessitats dels fills.
- Once (2009) – Guió i direcció: Nayla Al Khaja; repartiment: Nifin Ghazar al Din, Bassim Sami al Khalif, Hamad Bassim al Khalif; gènere: curtmetratge, drama, romàntic; sinopsi: l'experiència d'una jove emiratiana que es compromet a tenir una cita romàntica (que és tabú) amb un noi que mai no ha vist en persona.
- Malal (2010) – Guió i direcció: Nayla Al Khaja; repartiment: Nayla Al Khaja, Hormuz Mehta, Ghassan Al Katheri; gènere: curtmetratge, drama, romàntic; sinopsi: Malal va ser la primera producció emiratiana rodada a l'estat indi de Kerala. L'argument gira al voltant d'una jove parella emiratiana en la seva lluna de mel. Els temes principals de la pel·lícula són la relació i el compromís amb el matrimoni, que proporcionen un punt de vista revelador i sincer sobre la realitat dels matrimonis concertats i els reptes als quals s’enfronten les parelles modernes dels Emirats Àrabs Units.
- Hi (2012) – Guió i direcció: Nayla Al Khaja; repartiment: Mona Al Asaad, Sheree Framrose; gènere: curtmetratge, drama; sinopsi: una història senzilla sobre com la solitud pot ser la barrera entre dos terrats veïns.
- Three (2013) – Guió i direcció: Nayla Al Khaja; repartiment: Aya Al Ansari, Fàtima al Shroqi, Katrina Bernardo; gènere: curtmetratge, drama, terror; sinopsi: en Khalid, un nen de nou anys, té un comportament cada vegada més agressiu i violent cap a la seva família. Què li passa a en Khalid? Pateix un trastorn de personalitat? Si és així, es pot controlar o acabarà inevitablement en un final de proporcions tràgiques?
- The Neighbour (2013) – Guió i direcció: Nayla Al Khaja; repartiment: Crystal Bates, Moza Al Mazroei; gènere: curtmetratge, drama, comèdia; sinopsi: la Sara deixa enrere una tragèdia que la va fer témer per la seva vida i es muda a Dubai amb l'esperança de començar una nova vida. Però mudar-se a un món nou no és gens fàcil, perquè està sola i aïllada, tant a la feina com a casa. Però una nit, la veïna, una vella emiratiana, li truca la porta enfadada perquè, clarament, li molesta que toqui el piano durant les hores de pregària, però ella no entén ni una sola paraula del que li diu.
- Animal (2016) – Guió i direcció: Nayla Al Khaja; repartiment: Mohammed Ahmed, Venetia Tiarks, Donya Asi, Abhijit Baruah; direcció de fotografia: Michel Amathieu; muntatge: Hanoz Navdar; direcció artística: Pierrick Le Bourdiec; gènere: drama (pel·lícula experimental); sinopsi: què passa quan un nen de set anys creix en una casa plena de contradiccions? Amb un pare sociopàtic i narcisista, una mare vulnerable però ambiciosa i un cuiner brillant?

## Premis i reconeixements
L'any 2010, Malal, la primera pel·lícula dels Emirats Àrabs Units rodada a l'estat de Kerala, va ser guardonada amb el premi al millor guió al Festival Internacional de Cinema del Golf. El desembre del mateix any, i amb la mateixa pel·lícula, Al Khaja, va guanyar per primera vegada, d'entre catorze competidors, el primer premi de la categoria Emirati Muhr al Festival Internacional de Cinema de Dubai (DIFF). I el 2011, va competir a la categoria de curtmetratges al Festival de Cinema de Tribeca de Nova York.
Nayla Al Khaja, l'any 2010, després de competir contra deu finalistes d'arreu el món, va rebre el premi Young Screen Entrepreneur del British Council.